# Little Scrub (Anguilla)
Little Scrub est une île du territoire d'Anguilla dans les Petites Antilles.